# Ancistrochilus
Ancistrochilus je rod orhideja iz tribusa Collabieae, dio potporodice Epidendroideae. Sastoji se od dvije vrste epifira iz zapadne tropske Afrike

## Vrste
1. Ancistrochilus rothschildianus O'Brien
2. Ancistrochilus thomsonianus (Rchb.f.) Rolfe